# 張恵珍
張 恵珍（チャン・ヘジン、朝: 장혜진、1987年5月13日 - ）は、韓国の女子アーチェリー選手。2016年リオデジャネイロオリンピック女子団体・女子個人金メダリスト。

## 経歴
1987年、慶尚北道義城郡で4女の長女として生まれる。2006年に啓明大学校へ進学。
2016年リオデジャネイロオリンピックで、女子団体、女子個人で金メダルを獲得し2冠達成した 。